# Маркку Ален
Маркку Ален (англ. Markku Alén; нар. 15 лютого 1951, Гельсінки) — фінський ралійний автогонщик, володар Кубка FIA для ралійних пілотів 1978 року. Чемпіон Фінляндії з ралі (група 4) 1978 року.
Розпочав свою кар'єру в ралі в 1969 році за кермом Renault. Виступав за заводські команди Ford, FIAT, Lancia, Subaru та Toyota у чемпіонаті світу з ралі. До 2011 року був володарем рекорду за кількістю виграних спецділянок — 801 (у 2011 році рекорд побитий Себастьєном Льобом).
Незважаючи на високі результати та рекорди, не зміг стати чемпіоном світу з ралі, хоча шість разів ставав призером за підсумками року. Проте, в його активі є перемога в Кубку FIA серед ралійних пілотів, праобраз майбутнього чемпіонату світу з ралі в особистому заліку, введеного наступного, 1979 року. Вважався чемпіоном світу з ралі 1986 року протягом 11 днів, поки не була задоволена апеляція команди Peugeot про анулювання результатів Ралі Сан-Ремо'1986, попередньо виграного Аленом, але з суддівською допомогою (після анулювання чемпіонський титул 1986 року перейшов до Юхе Канкунена, це єдиний подібний випадок в історії WRC).